# Team FJ

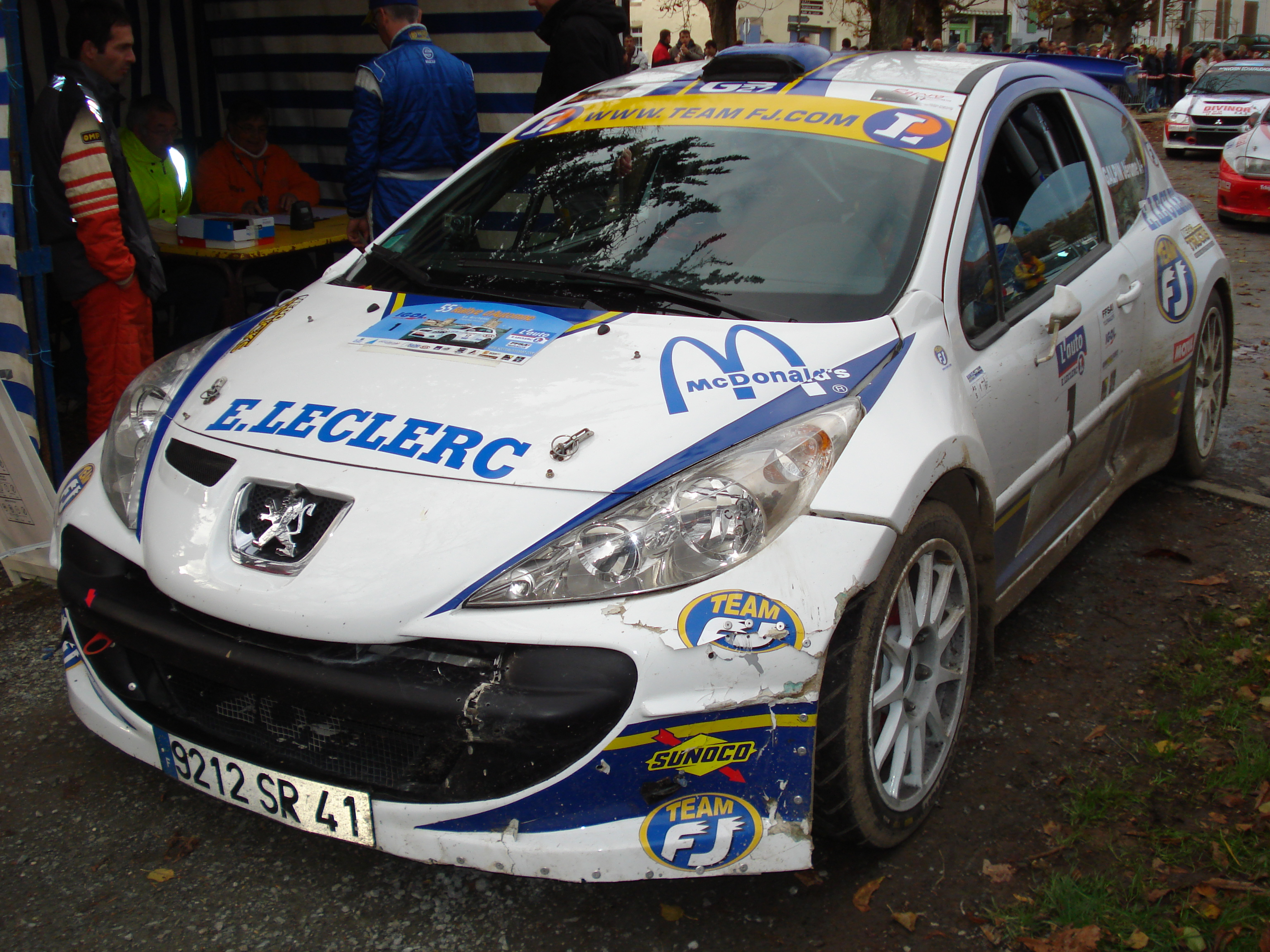
Jérôme Galpin et Éric Bacle au Rallye d'Automne 2010

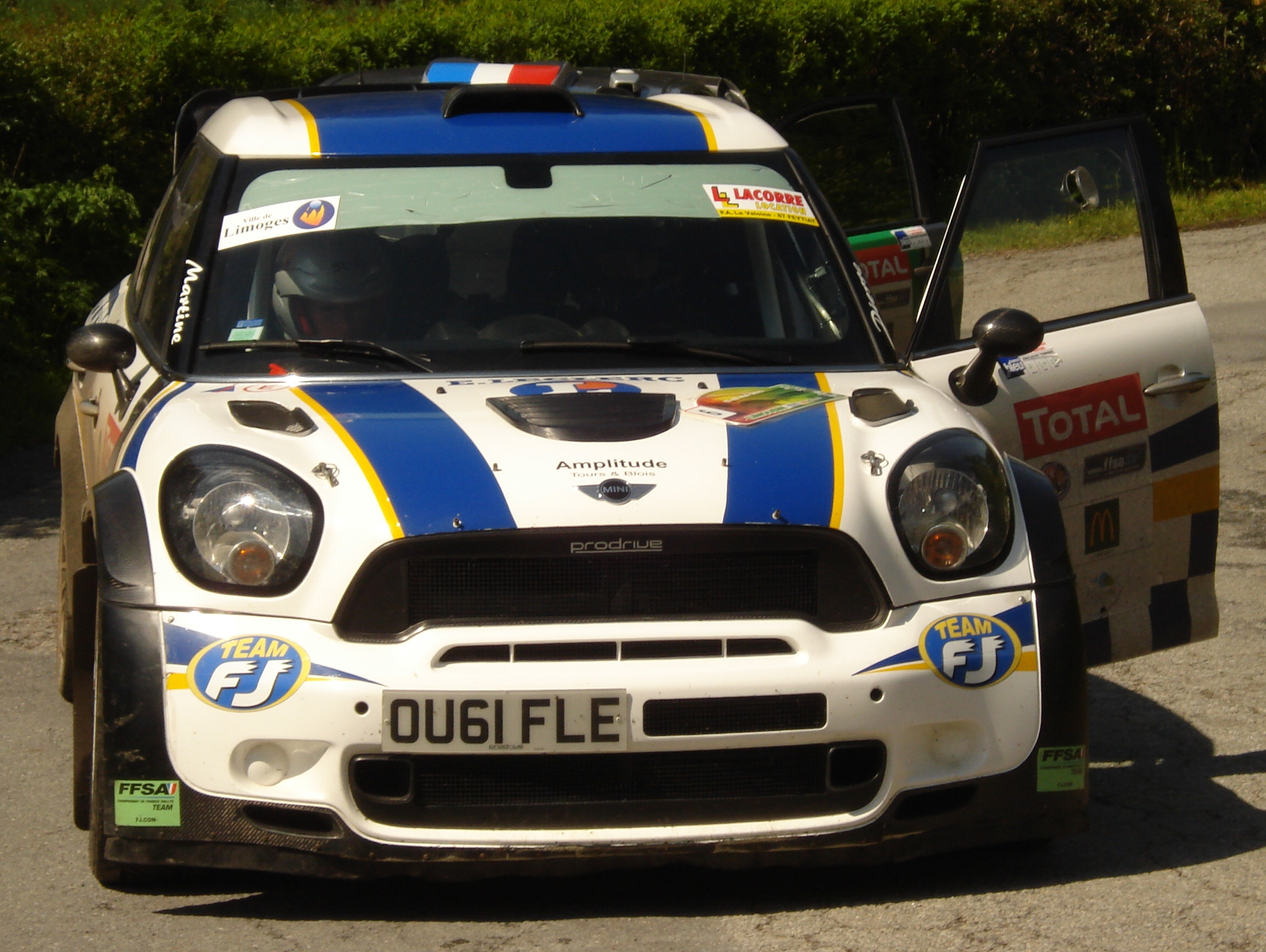
Pierre et Martine Roché au Rallye du Limousin 2012

Le Team FJ, est une écurie française de sport automobile basée à Saint-Denis-sur-Loire à proximité de Blois qui participe au championnat de France des rallyes.
Ayant développé ses activités dans divers domaines du sport automobile, le Team FJ est aussi fondateur et organisateur de la NASCAR Whelen Euro Series, distributeur exclusif des produits Elf Compétition en France, et s'occupe également de la distribution en carburant de différentes séries à travers le monde, avec par exemple le championnat du monde des rallyes (WRC) ou les séries VdeV.

## Historique
Le Team FJ est fondé le 1er juillet 1991 par Françoise et Jean Galpin. L'équipe est engagée en rallye et notamment en championnat de France des rallyes. Elle engage ainsi 4 Škoda Fabia R5 dans le championnat lors de la saison 2018.
À partir de 2008, la structure travaille aussi dans le carburant et fournit différentes séries, en commençant par le circuit puis avec le rallye et l’off-road. En juillet 2012, elle devient distributeur exclusif pour la France des produits Elf Total ACS, une marque de Total qui concerne les additifs et carburants spéciaux. Elle remporte par la suite l’appel d'offre du championnat du monde des rallyes et assure la distribution du carburant apporté par Total ACS au niveau des parcs d'assistances et des points de ravitaillement.
En 2009, le Team Fj et Jérôme Galpin fondent les Racecar Euro Series. Renommées par la suite en Euro Racecar NASCAR Touring Series puis NASCAR Whelen Euro Series, la structure est l'organisatrice du championnat.

## Palmarès
- Rallye d'Automne
  - 4 victoires avec Jérôme Galpin et Éric Bacle en 2004, 2005, 2006 et 2010
  - une victoire avec Pierre et Martine Roché en 2007

- Rallye du Rouergue
  - une victoire avec Pierre et Martine Roché en 2011